# 白冠虎斑鷺
，是鹈形目鹭科白冠虎斑鷺屬下的唯一一种鸟类。本物種是唯一有在非洲分佈的虎斑鷺，主要分佈於熱帶雨林中，有遮蔽的溪流、沼澤及紅樹林地區。目前其物種狀態被歸入無危。
這個物種於1846年由蘇格蘭博物學家威廉·渣甸對其首次描述，歸於虎斑鷺屬下。1895年，英國鳥類學家理查德·鮑德勒·夏普認為其足部特徵不同於原屬內其他成員而將其獨立成一屬。其屬名來自虎斑鷺屬的學名及古希臘語（意為「鳥」）。:385種小名則來自（意為「白冠」）。:224
|  | 白冠虎斑鷺屬 |
|  |              |
|  | 虎斑鷺屬     |
|  |              |

|  | 船嘴鷺屬     |
|  |              |
|  | 其他鷺科成員 |
|  |              |

|  | 白冠虎斑鷺屬 |
|  |              |
|  | 虎斑鷺屬     |
|  |              |

|  | 船嘴鷺屬     |
|  |              |
|  | 其他鷺科成員 |
|  |              |

|  | 白冠虎斑鷺屬 |
|  |              |
|  | 虎斑鷺屬     |
|  |              |

|  | 船嘴鷺屬     |
|  |              |
|  | 其他鷺科成員 |
|  |              |

|  | 白冠虎斑鷺屬 |
|  |              |
|  | 虎斑鷺屬     |
|  |              |

|  | 船嘴鷺屬     |
|  |              |
|  | 其他鷺科成員 |
|  |              |

白冠虎斑鷺的體長約66—80公分，體重平均846公克。這個物種最明顯的特徵是其黑色冠頂下方的一處相當長的白色羽毛，這也是其得名原因。其餘部分則多由黑色和淡褐色相間的橫紋覆蓋；鳥喙上半呈黑褐色，下半黃綠色；眼睛虹膜黃色；腿腳處褐色。其鳥喙寬平均約12.1公釐、深平均約16.3公釐、嘴峰長平均約104.2公釐；翼長平均約266.2公釐；跗蹠約79.1公釐；尾長約121.0公釐。雌鳥顏色可能相對較為黯淡或體型較小，但有變異。
這個物種為獨居的鳥類，是主要在黎明和黃昏時活動的部分夜行性鳥類，以昆蟲、青蛙、螃蟹、蛇和魚類為食。:423其繁殖季因地而異，但似乎與降雨季節相對應，在非洲西部主要在5月至7月之間；東部則在11月至1月之間。:423其他繁殖相關資訊不多，唯一有發現的巢以樹枝建成，位於鄰近乾涸河床附近，一顆6公尺高的樹上，僅一顆米黃色卵在內。:423
這個物種的整體族群數量估計約有2.5萬—10萬隻成鳥，雖然其適合的生存環境正在逐漸喪失和退化而可能數量正在減少，但其分佈範圍相當大。在《國際自然保護聯盟瀕危物種紅色名錄》中，國際鳥盟藉此將白冠虎斑鷺列為無危物種。

## 外部連結
- 维基共享资源上的相關多媒體資源：白冠虎斑鷺
- 維基物種上的相關：白冠虎斑鷺